# Vlag van Harelbeke
De vlag van Harelbeke werd door de gemeenteraad op 14 juli 1980 officieel vastgesteld als de gemeentelijke vlag van de West-Vlaamse stad Harelbeke. Op 2 februari 1981 werd hij door het koninklijk besluit bevestigd en uiteindelijk gepubliceerd op 11 maart 1981 in het officiële Belgisch Staatsblad.
Het veld van de vlag is rood, en het geel kruis is over het gehele oppervlak zichtbaar. Er zijn vijf gele cirkels geplaatst in de vier kwartieren die daardoor ontstaan. Het kruis is een oud element en stond al op het oudst bekende zegel van Harelbeke uit 1436. Er zijn uiteindelijk gouden muntjes uit het Byzantijnse Rijk gevonden in de gele cirkels. Het wapen van Constantinopel in Turkije is de oorsprong van zowel het vlag- als wapenontwerp. Het wapen van Harelbeke is het oudst bekende wapen, namelijk door Boudewijn I van Constantinopel verleend aan de heren van Harelbeke.
Officieel wordt de vlag beschreven als:
Rood met een geel kruis, in iedere hoek vergezeld van vijf gele penningen, schuinkruisgewijze geplaatst.

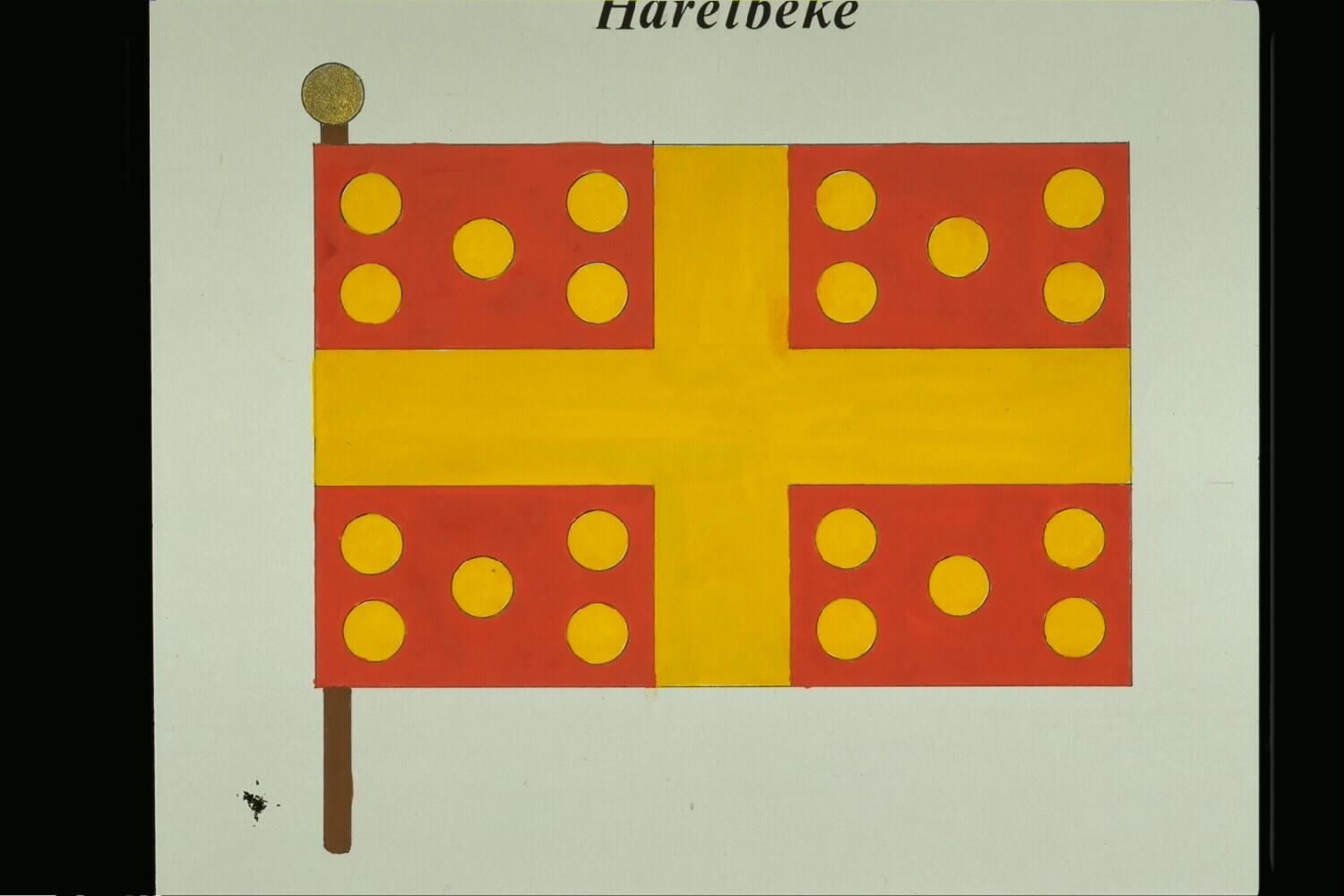
Officiële tekening van de vlag